# Maturité professionnelle en Suisse
En Suisse, la maturité professionnelle est un complément envisageable au certificat fédéral de capacité (CFC) qui permet à un apprenti de certifier son niveau de culture générale lui permettant l'accès aux hautes écoles spécialisées (HES) et, sous certaines conditions (passerelle Dubs), aux universités et aux écoles polytechniques fédérales (EPF).

## Description
Avec la maturité gymnasiale et la maturité spécialisée, elle constitue un des trois piliers qui atteste la « maturité » requise pour commencer une formation de niveau tertiaire A, soit dans une HES (recherche appliquée), soit dans une université/EPF (recherche fondamentale). De façon générale, la maturité professionnelle reflète une maturité personnelle acquise dans un cadre professionnel.
La maturité professionnelle peut être obtenue par voie intra-CFC ou post-CFC selon qu'elle ait été suivie pendant ou après l'apprentissage. Il existe différentes maturités professionnelles selon la filière d'étude choisie qui ouvrent les portes des hautes écoles spécialisées suisses correspondantes. Il existait six maturités professionnelles différentes. On trouvait ainsi :
- La maturité professionnelle commerciale
- La maturité professionnelle artistique
- La maturité professionnelle technique
- La maturité professionnelle santé-social
- La maturité professionnelle sciences naturelles (anciennement: technico-agricole)
- La maturité professionnelle artisanale

Une nouvelle classification des maturités professionnelles est entrée en vigueur depuis plusieurs années. Il s'agit de : 
- La maturité professionnelle "Technique, architecture, sciences de la vie"
- La maturité professionnelle "Économie et services" avec les variantes économie et services
- La maturité professionnelle "Arts visuels et arts appliqués"
- La maturité professionnelle "Nature, paysage et alimentation"
- La maturité professionnelle "Santé et social"

Si la maturité professionnelle est à l'origine étroitement liée à la formation professionnelle initiale duale, elle est aujourd'hui accessible sous certaines conditions (résultats scolaires) et dans certains cantons (Vaud, Genève) à l'issue d'une formation en école de commerce effectuée entièrement en école (maturité professionnelle type économie) ou de la filière socio-éducative de l'école de culture générale (maturité professionnelle santé-social).  